# Astraspis
Astraspis ("escudo estrellado") es un género extinto de peces primitivos sin mandíbulas que vivió en el Ordovícico. Este género es el único representante del grupo Astraspida. Los fósiles de estos peces se han encontrado en EE. UU. (Colorado, Arizona, Oklahoma, Wyoming), Canadá (Quebec) y Bolivia (Gagnier, 1993). Está relacionado con otros peces del Ordovícico, como Sacabambaspis de Suramérica y Arandaspis de Australia.

## Descripción

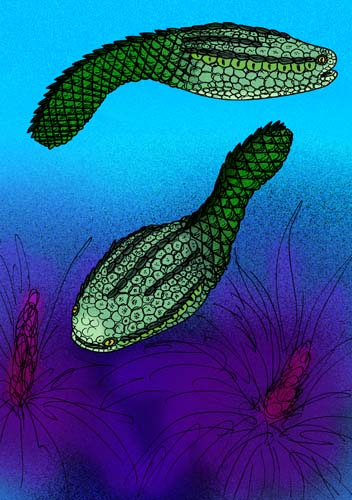
Astraspis desiderata

Astraspis mediría cerca de 200 milímetros de longitud. Poseían una cola móvil cubierta con pequeñas placas óseas u osteodermos (de menos de 1 milímetro) y una región cefálica recubierta de placas mayores (de más de 2 milímetros). Un espécimen de América del Norte (descrito por Sansom et al., 1997) tenía ojos relativamente grandes en disposición lateral y una serie de ocho aberturas para las agallas de cada lado. Este espécimen era de forma oval en vista transversal. Las placas óseas que cubrían al animal estaban compuestas de aspidina (químicamente similar a los dientes de los actuales tiburones), cubiertos por tubérculos compuestos de dentina. Es por estos tubérculos (los cuales generalmente tienen forma de estrella) que Astraspis recibe su nombre, que significa literalmente "escudo de estrella" en griego.

## En la cultura popular
Tuvo una pequeña aparición en la miniserie de 2003 de la BBC Sea Monsters, derivada de la conocida serie Walking with Dinosaurs, en la que Nigel Marven usa a un Astraspis muerto como señuelo para atraer a un Megalograptus. La criatura es identificada en el libro basado en la serie. Astraspis también fue representado en la serie de Animal Planet: Animal Armageddon en el episodio 1 y finales del episodio 2.